# Vinařské oblasti ve Francii

Mapa hlavních vinařských oblastí ve Francii

Víno je produkováno ve všech koutech Francie; v množství mezi 50 a 60 miliony hektolitry ročně nebo 7–8 miliardami lahví. Francie je také jedním z největších producentů vína na světě. Francouzské víno sleduje svou historii až do 6. století před naším letopočtem. Mnoho francouzských regionů datuje historii výroby vína do římských časů.

## Jednotlivé oblasti

### Alsasko
Oblast Alsaska se rozkládá v severovýchodní Francii mezi městy Štrasburk a Mulhouse.
Je to prakticky jediná francouzská vinařská oblast, která svou pověst vybudovala na bílých odrůdových vínech, jako je Muškát, Ryzlink nebo Pinot Blanc.

### Bordeaux
Oblast Bordeaux, nacházející se v jihozápadní Francii okolo stejnojmenného města u ústí řeky Garonny do Atlantského oceánu, je největší vinorodou oblastí Francie a pěstují se zde převážně modré odrůdy vinné révy, převážně Cabernet Sauvignon a Merlot.
Z bílých odrůd vinné révy se pěstují především Sauvignon, Semillon a Muškát.

### Burgundsko

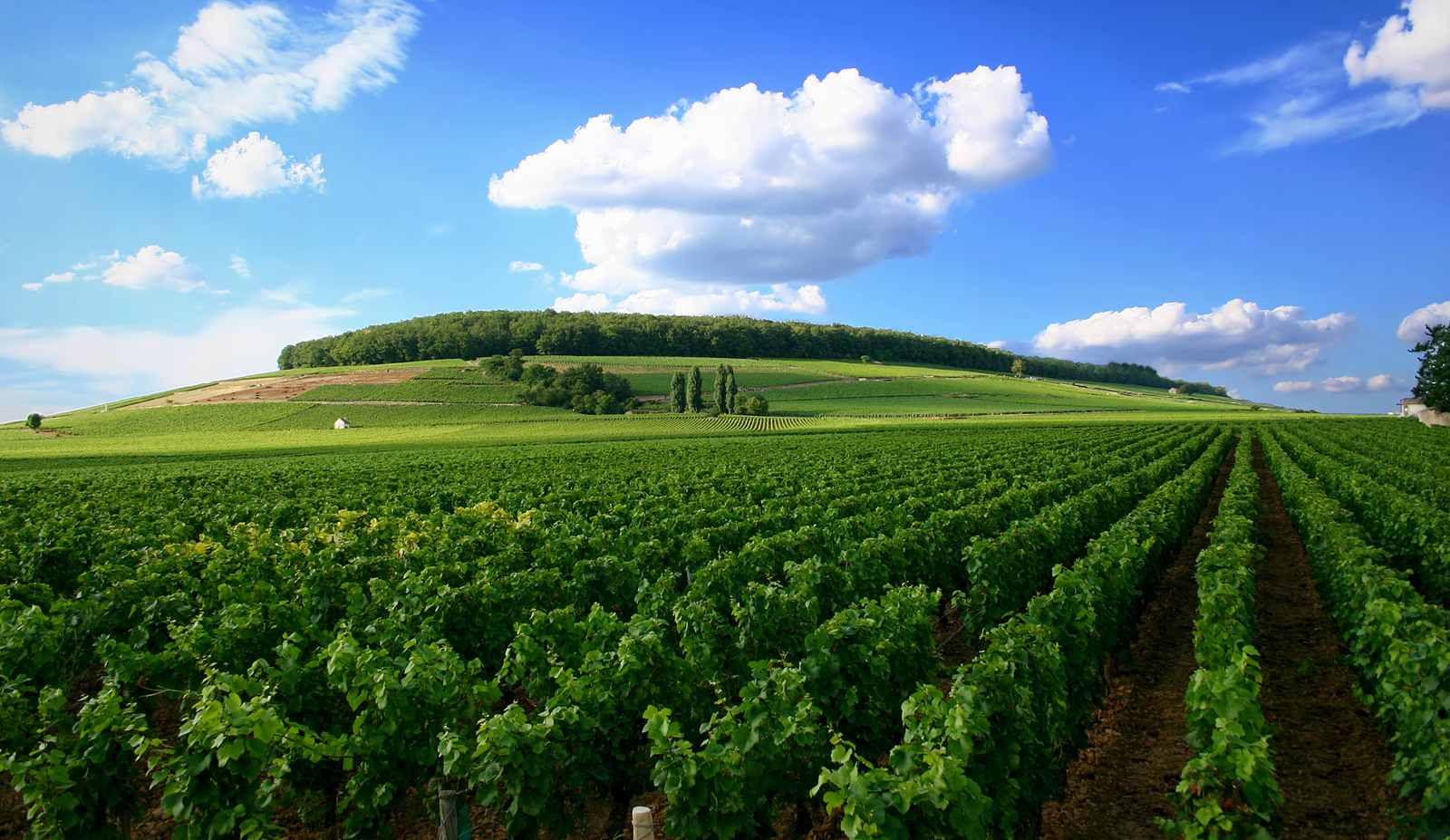
Vinice v Côte de Beaune v Burgundsku.

Burgundsko začíná sto kilometrů jižně od Paříže a rozprostírá se v délce 360 kilometrů od Dijonu k Lyonu.
Je to tradiční soupeř Bordeaux, oblast se vyznačuje drsnějším podnebím, menší rozlohou vinic a menší možností míchat odrůdy vína. Burgundsko je producentem červených vín Pinot Noir a bílých vín Chardonnay.

### Côtes du Rhône
Oblast se táhne od města Vienne na severu až po Avignon na jihu a tvoří ji 200 km dlouhý pás podél břehů řeky Rhôny.
Z hlediska pěstovaných odrůd se oblast Rhôny dělí na severní a jižní. Hlavní červené odrůdy jsou Syrah a Grenache, bílé Roussanne a Clairette.

### Jihozápad
Tento tradiční vinařský region se rozkládá od hranic oblasti Bordeaux k Pyrenejím.
Z červených odrůd se pěstují především Cabernet a Merlot, z bílých pak Sémillon a Sauvignon

### Korsika
Korsika, někdy nazývaná „L'île de beauté“, tedy „Krásný ostrov“, leží u jižních břehů Francie a nabízí jak rosé, tak suchá bílá vína. Nejlepší korsická vína pocházejí z pobřeží. Jsou zde prokována především červená vína odrůd Nielucciu (nejznámější vinařská oblast Korsiky Patrimonio) a Sciacarellu (v kupážích ze západního pobřeží). Bílá vína jsou pak z odrůdy Vermentinu. Specifické jsou pak muškáty z Cap Corse - tato oblast hraničí a částečně se prolíná s oblastí kolem obce Patrimonio.

### Loira
Oblast údolí řeky Loiry je proslavena svými bílými víny. Tento vinařský kraj, o kterém se říká, že je nejkrásnějším jak ve Francii, tak na celém světě, se rozkládá od Centrálního masivu až k pobřeží Atlantiku okolo města Nantes.
Pěstují se zde především odrůdy Chenin Blanc a Sauvignon.

### Languedoc-Roussillon
Je to největší vinařská oblast na světě, rozkládající se na pobřeží Středozemního moře od Rhôny až k Pyrenejím, kde se pěstují především červené odrůdy vína. Ročně vyprodukuje neuvěřitelné 2 miliardy lahví. Pro srovnání, Alsasko pouze 165 milionů.
Nejvýznamnějšími pěstovanými odrůdami jsou Carignan, Grenache, Merlot a Cabernet Sauvignon.

### Provensálsko
Vinice v Provensálsku jsou nejstarší ve Francii, jejich založení se datuje do doby prvních řeckých kolonií na březích Středozemního moře. Hlavní oblastí tohoto vinařského kraje je Côtes de Provence, nacházející se na Azurovém pobřeží mezi Marseille a Nice.
Pěstuje se zde velká řada odrůd, pro červená vína nejvíce Grenache, Mourvèdre a Syrah, pro bílá Clairette a Semillon. Polovina růžového vína vyprodukovaného ve Francii pochází z Provensálska. V samotném Provensálsku je podíl rosé na celkové produkci 80 %.